# Studentencorps
Een studentencorps, of kortweg corps is een studentenvereniging verbonden aan een universiteit of academie. Corps wordt, aanleunend tegen het Frans, uitgesproken als ‘koor’ /kɔːr/. Ook de vervoegingen zijn anders: het meervoud is corpora, bijvoeglijke naamwoorden zijn corporaal of corporeel.

## Geschiedenis

### Begin
In de achttiende eeuw was het studenten aan de verschillende academiae vaak verboden om een vereniging op te richten, mede naar aanleiding van de talloze vechtpartijen die er plaatsvonden. Toch gebeurde dit verenigen vaak, en de academische senaat kon er weinig tegen uitrichten. Studenten uit een bepaalde streek of een land, in de vorm van Nationes of Collegia Nationalia, ontmoetten elkaar in plaatselijke kroegen of deelden een Sociëteit met de burgerij. Dit streekgebonden samenkomen is in de tweede helft van de achttiende eeuw verdwenen, en daarmee ook de Nationes. In plaats daarvan vormden zich, vaak per faculteit, een of meerdere Groensenaten. Dat waren meestens speciaal voor de ontgroening geformeerde groepjes van ouderejaars die zich, getooid met academische senatoriale titels, ontfermden over de groenen en hen een ontgroeningsexamen afnamen. Vooral het 'lenen' van de academiale waardigheden was de academische senaat een doorn in het oog. Zo heeft de senaat van de Groningse academie in 1799 een edict uitgevaardigd tegen het ontgroenen; daarbij werden straffen gesteld op het voeren van academische senaatstitels.

### Sociëteiten
Reeds in de Acta Senatus van 9 december 1784 wordt door de Academische Senaat van Groningen gesproken van een studentensociëteit zonder meer. Over deze eerste sociëteit, exclusief voor studenten toegankelijk, is weinig meer bekend. Eerst in november 1808 werd in Groningen studentensociëteit Concordia Instaurata (vertaald uit het Latijn: Herstelde Eendracht) opgericht. De oudste nog steeds bestaande studentensociëteit in Nederland is sociëteit Mutua Fides (vertaald uit het Latijn: Wederzijds vertrouwen). Deze werd opgericht op 17 februari 1815 in Groningen als sociëteit van het Groninger Studenten Corps Vindicat atque Polit. Daarna volgde studentensociëteit Placet hic Requiescere Musis (vertaald uit het Latijn: hier behaagt het de Muzen te vertoeven) te Utrecht, opgericht op 26 februari 1816. De Leidse studentenvereniging Minerva (LSVM) beweert eveneens de oudste nog bestaande sociëteit te zijn (opgericht in 1814). De verwarring hierover wordt mogelijk verklaard in Studentenleven, uitgegeven in 1844, waarin wordt uitgelegd dat in 1814 een eerste studentensociëteit Minerva werd opgericht, maar dat deze in 1818 werd ontbonden, waarna enkele oud-leden een nieuwe oprichtten. Het Algemeen Handelsblad van 1 januari 1874 noemt als oprichtingsdatum 1819.

### Corps
Het corps, letterlijk "lichaam" (van studenten), was vanaf de negentiende eeuw de vereniging en belangenbehartiging van alle studenten. De corpora organiseerden en reglementeerden eerst vooral de ontgroeningen, die in de jaren voor hun oprichting vaak chaotisch verliepen. Voor het ontstaan van deze alomvattende senaten waren er vaak wel al zogenaamde groensenaten actief. Ook waren aantastingen van buiten de studentenwereld op de goede naam, eer of zelfs op lijf en leden van studenten een impuls om zich te verenigen en de belangen te doen behartigen bij een centrale instelling. In de eerste helft van de 19e eeuw was vrijwel iedere student lid van een corps. De enkeling die elk corpslidmaatschap weigerde, werd wel aangeduid met de term 'nihilist'.

### Vrouwelijke studenten
Toen er aan het eind van de 19e eeuw ook vrouwen begonnen te studeren, ontstond er ook bij hen de behoefte om zich te verenigen. Rond het einde van de 19e eeuw en aan het begin van de twintigste eeuw ontstonden er dan ook aparte studentenclubs voor vrouwen. Op 1 november 1898 werd de Groningsche Vrouwelijke Studenten Club Magna Pete(Streef naar het Grote) opgericht, in 1899 richtten 13 van de toen 38 in Utrecht studerende vrouwen de Utrechtsche Vrouwelijke Studenten Vereeniging op en ten slotte op 27 januari 1900 volgde de Vereeniging van Vrouwelijke Studenten te Leiden. Dat was noodzakelijk omdat de Corpora vrouwen het lidmaatschap weigerden. In de jaren 70 lieten de meeste Corpora ook hbo-studenten toe. De studentenverenigingen in Groningen, Leiden, Delft, Wageningen, Amsterdam en Rotterdam fuseerden met hun vrouwelijke tegenhangers en kennen sindsdien ook vrouwelijke leden. In Utrecht is het corps echter nog steeds enkel toegankelijk voor mannelijke of vrouwelijke studenten, daar deze twee verenigingen niet gefuseerd zijn. In de zomer van 2017 is het Rotterdamse Corps gefuseerd met zijn vrouwelijke tegenhanger en kent nu dus ook vrouwelijke leden.

### Verzuiling
Het studentencorps staat in een liberale (in de Nederlandse betekenis: niet-confessioneel, maar niet noodzakelijk politiek-progressief) traditie. Daarom leidde de verzuiling aan het eind van de 19e eeuw tot het oprichten van katholieke en protestantse studentenverenigingen. In de ogen van de oude corpora zijn deze verenigingen op religieuze grondslag, of verbonden aan een religieuze universiteit als in Nijmegen en Tilburg, geen echte corpora. Desondanks werd het Nijmeegsch Studenten Corps tot medio jaren 50 in sommige Corpsalmanakken genoemd en werd met het Tilburgsch Studenten Corps Sint Olof en L.A.N.X./ Het studentencorps aan de Vrije Universiteit gesproken over toetreden tot de Algemene Senaten Vergadering. Dit was met name gelegen aan het feit dat tijdens de Tweede Wereldoorlog studenten in het verzet hadden samengewerkt tegen de bezetter. Dit waren studenten afkomstig uit de ASV-steden maar ook uit Nijmegen, Tilburg en van de VU. Vlak na de oorlog leek een voortzetting van deze goede samenwerking onder één dak (de ASV) dan ook logisch. Hier is het om verschillende redenen echter niet van gekomen.

### Tweede Wereldoorlog
In de Tweede Wereldoorlog eiste de Duitse bezetter dat de corpora hun Joodse leden royeerden en een loyaliteitsverklaring jegens de Duitsers tekenden. Omdat dat geweigerd werd, zijn alle corpora statutair opgeheven. In het geheim ging het verenigingsleven echter door. De corpora hebben een grote rol gespeeld bij het studentenverzet tegen de Duitse onderdrukking van Nederland. De rol van leden van de Leidse Studenten Vereniging "Minerva" (destijds 'Leidsch Studenten Corps'), met name die van Erik Hazelhoff Roelfzema, is verfilmd in Soldaat van Oranje. Na de oorlog zijn de corpora, die gedurende het grootste deel van de bezetting juridisch een slapend bestaan leden, weer volledig opgebloeid.  

## Corpora
In Nederland is het corps over het algemeen de oudste studentenvereniging in een stad. De door de Algemene Senaten Vergadering (ASV) erkende corpora bevinden zich in Groningen, Amsterdam, Leiden, Utrecht, Delft, Wageningen en Rotterdam. Het corps in Breda kreeg van de gouverneur van de Koninklijke Militaire Academie nooit toestemming om zich aan te sluiten bij de ASV.   
Kenmerkend voor de corporale studentenverenigingen is de hiërarchie, ook wel anciënniteit genoemd. Met de jaren krijgen de leden rechten, zoals op het zitten op een stoel in plaats van op een bank, op het betreden van bepaalde ruimtes in het gebouw of zelfs het dragen van bepaalde kleding. Deze mores zijn per corps verschillend. Een kandidaat-lid (phoet(=ongeboren baby), uitgesproken als 'feut') moet meestal eerst ontgroend worden om toe te mogen treden als volwaardig lid van een studentencorps. Deze regels zijn vastgelegd in de mores (ongeschreven regels; enkelvoud: mos).   

#### Groningen
Het oudste corps in Nederland is het Groninger Studenten Corps 'Vindicat atque Polit' (vertaald uit het Latijn: (het) Handhaaft en Beschaaft) (4 februari 1815). In Groningen werden voor het eerst alle studenten vertegenwoordigd door de in 1815 opgerichte senaat. Alle faculteiten waren in deze senaat vertegenwoordigd en zo waren dus ook alle studenten aan de academie verenigd en vertegenwoordigd door deze senaat.

#### Leiden
In Leiden werd op 1 maart 1839 door het Collegium Praesidum, dat alle faculteitspraesides als lid kende, het Leidsch Studenten Corps 'Virtus Concordia Fides' (Latijn voor: Deugd, Eendracht, Trouw) opgericht. Dit Collegium noemde zich vanaf dat moment van constitutie het 'Collegium Civitatis Academicae Lugduno Batavae Supremum' (Latijn voor: Het hoogste college van de Leidse studenten). Het Leidse Corpswapen - een bundel van vijf pijlen - laat de verbondenheid van de toen vijf studentenfaculteiten zien. In 1972 fuseerde het Leidsch Studentencorps met de 'Vereniging voor Vrouwelijke Studenten te Leiden' (VVSL) tot de Leidse Studentenvereniging 'Minerva'.

#### Delft
In Delft werd op 22 maart 1848 het Delftsch Studenten Corps opgericht voor studenten aan de voorloper van de huidige Technische Universiteit. Oorspronkelijk was het lidmaatschap van de vereniging alleen open voor mannen. In 1976 werd een fusie aangegaan met de Delftsche Vrouwelijke Studenten Vereeniging (opgericht in 1904). De besloten sociëteit van het corps staat bekend onder de naam Delftsche Studenten Sociëteit Phoenix (spreek uit als "feunix", bijgenaamd "de zaak") en is opgericht op 1 maart 1847, ruim een jaar voor de oprichting van het Delftsch Studenten Corps. Het huidige pand aan de Phoenixstraat 30 in Delft werd in 1878 gebouwd.

#### Utrecht
In Utrecht ontstond op 22 mei 1848 het Utrechtsch Studenten Corps. Op deze dag verenigden twee tot dan toe aparte senaten (de in 1814 opgerichte Senatus Veteranorum en de in 1831 opgerichte Senatus Theologorum) zich tot Rector et Senatus Veteranorum met de zinspreuk van de Senatus Theologorum: 'Amicorum Consensus Virtutem Alit Gaudiumque' (=overeenstemming van vrienden voedt deugd en vreugd); de senaat die voortaan de belangen van alle Stichtse studenten (het lichaam der studenten, corps) zouden behartigden. Het USC zelf houdt het jaar 1816 aan als jaar van oprichting van het corps, met daarbij als oprichtingsdatum (dies) de oprichtingsdatum van het corps in 1848, 22 mei. De reden die het USC hiervoor heeft is dat Senatus Veteranorum in 1816 de Utrechtsche Studenten Sociëteit 'PhRM' oprichtte.
In 1899 hebben 13 van de 38 vrouwelijke studentes te Utrecht de Vereniging ONS (Ontspanning Naast Studie) opgericht. Een aantal jaar later, in 1904, werd de naam ONS veranderd in Utrechtsche Vrouwelijke Studenten Vereeniging (U.V.S.V.). In 1930 zijn de dames verhuisd naar het huidige gebouw aan de Drift 19, oftewel Hestia, de Godin van Huis en Haard. Het aantal studentes aan de Hogeschool nam zienderogen toe en zo werd dan ook besloten om een vereniging voor studentes aan de Hogeschool op te richten. In 1960 werd dit gerealiseerd en was de Nieuwe Vereniging van Vrouwelijke Studenten te Utrecht (N.V.V.S.U.) een feit. Na een aantal jaren afzonderlijk van elkaar gefunctioneerd te hebben besloten de U.V.S.V. en de N.V.V.S.U. in 1975 te fuseren.

#### Amsterdam
In Amsterdam werd op 15 mei 1851 het Amsterdamsch Studenten Corps opgericht. Op deze dag besloten verscheidene groensenaten, waaronder de in 1818 opgerichte groensenaat Ne Praeter Modum, over te gaan tot samenwerking. Hiervoor hieven zij zichzelf op en vormden de Illustrissimus Senatus Studiosorum Amstelodamensium (I.S.S.A.), wat het bestuur zou worden van de nieuwe studentenvereniging, het Amsterdamsch Studenten Corps (A.S.C.).
In 1892 richtten een drietal vrouwen de vereniging Dicendo Discentes Discimus (D.D.D.) op, dit zou de voorloper worden van de in 1902 opgerichte Amsterdamsche Vrouwelijke Studenten Vereeniging (A.V.S.V.). In 1971 fuseerde het ASC en AVSV tot het ASC/AVSV.
Als sociëteit diende het op 11 november 1841 opgerichte Nos Iungit Amicitia, bijgenaamd "NIA". Het huidige pand (een oude drukkerij) aan de Warmoesstraat werd in 1994 betrokken.

#### Wageningen
In Wageningen werd op 20 oktober 1878 de Landbouw-Sociëteit Ceres opgericht door een aantal studenten aan de Rijkslandbouwschool. Deze studenten begonnen hun vereniging steeds meer te vergelijken met corpora in andere steden, en in 1910 veranderden zij de naam in Wageningsch Studenten Corps.
Door verdiensten in het verzet tijdens de Tweede Wereldoorlog is het WSC in 1946 erkend door de Algemene Senaten Vergadering.
In 1925 wordt de Villa Veluvia gekocht door het WSC, en deze wordt in 1926 feestelijke geopend als Sociëteit Ceres. Tegenwoordig huisvest het Corps nog steeds in hun monumentale sociëteit "Villa Veluvia" aan de Generaal Foulkesweg 1b. Uniek aan deze sociëteit is tevens dat het landelijk monument van het bevrijdingsvuur in de voortuin is geplaatst.
In 1917 wordt de Wageningsche Vrouwelijke Studentenvereeniging (WVSV) opgericht. De WVSV werd vervolgens in 1927 landelijk erkend. In 1970 fuseerden het WSC en de WVSV tot de W.S.V. Ceres. Tot de fusie maakte de WVSV deel uit van de BVSV. Na de fusie namen de vrouwen hun intrek in de Villa Veluvia. Hiermee zit Sociëteit Ceres al bijna 95 jaar op dezelfde locatie.

#### Breda
De Koninklijke Militaire Academie (KMA) te Breda kent sinds 1879 een Cadettensociëteit, opgericht met als doel om de zware tucht op de militaire academie te ontlopen. Het jaar 1898 wordt beschouwd als het oprichtingsjaar van het Cadettencorps. Op 22 oktober 1903 kreeg het Cadettencorps koninklijke erkenning met de uitreiking van een vaandel door koningin Wilhelmina. De burgerij van Breda bood het vaandel aan het Cadettencorps aan ter gelegenheid van het vijfenzeventigjarig bestaan van de KMA. 

#### Rotterdam
In Rotterdam werd op 11 december 1913 het Rotterdamsch Studenten Corps opgericht en is daarmee het jongste der Nederlandse door de Algemene Senaten Vergadering erkende corpora. Op 4 juli 1968 vond de officiële heropening plaats van Sociëteit 'Hermes' door Zijne Koninklijke Hoogheid de Prins der Nederlanden.
Op 23 maart 1973 betrekt de Rotterdamsche Vrouwelijke Studenten Vereeniging een gedeelte van Sociëteit 'Hermes'. Een fusie tussen het Rotterdamsch Studenten Corps en de Rotterdamsche Vrouwelijke Studenten Vereeniging is in de zomer van 2017 tot stand gekomen.
Door een uit de hand gelopen inval van RSC-leden bij het Delftse corps werd het RSC door de Algemene Senaten Vergadering voor de rest van het studiejaar 2021/2022 geschorst.

### Overig
Het Eindhovens Studenten Corps, L.A.N.X. (het Studentencorps aan de Vrije Universiteit), de NSV Carolus Magnus, het Tilburgs Studenten Corps Sint Olof en het Zwols Hoger Technisch Corps zijn niet door de Algemene Senaten Vergadering erkend en hebben zich elders aangesloten (bij het Aller Heiligen Convent) of zijn onafhankelijk.
Opkomende studentensteden kennen ook onafhankelijke studentenverenigingen met corporale beginselen. Deze studentenverenigingen zijn doorgaans een stuk kleiner, maar hebben wel raakvlakken met verenigingen in traditionele studentensteden.
In andere landen (België, Duitsland, Hongarije, Oostenrijk en Zwitserland) bestaan er ook "corps", maar daar duidt de term niet op het typisch Nederlandse overkoepelende begrip, maar net op de kleinste schakel (vergelijkbaar met een dispuut in Nederland). De corps aan eenzelfde universiteitsstad zijn verzameld in een S.C. (SeniorenConvent), dat op zijn beurt deel uitmaakt van een "verband", zoals het K.S.C.V. (Kösener SeniorenConventsVerband) (Website van K.S.C.V. & W.S.C.). In deze betekenis van de term corps is het enige met Nederlands als voertaal Corps Flaminea in Leuven.

## Trivia
- Het programma Jiskefet maakte een zeer populaire persiflage op het studentenleven binnen een corps: de Lullo's.
- Citaat van schrijver Harry Mulisch over de stereotiepe corpsstudent: "De corpsstudent speelt net zolang de man met de grote bek, tot hij het is."
- De dramaserie Feuten gaat over studenten die er alles aan doen om lid te mogen worden van het fictieve studentencorps H.S.C. Mercurius.